# Nycticeinops schlieffeni
Nycticeinops schlieffeni é uma espécie de morcegos da família Vespertilionidae. Pode ser encontrada em: África do Sul, Angola, Arábia Saudita, Benin, Botsuana, Burkina Faso, Camarões, República Centro-africana, Chade, Djibouti, Egito, Eritréia, Etiópia, Gana, Iêmen, Maláui, Mali, Mauritânia, Moçambique, Namíbia, Níger, Nigéria, Quênia, República Democrática do Congo, Senegal, Somália, Sudão, Essuatíni, Tanzânia, Togo, Zâmbia, e Zimbábue. É a única espécie do gênero Nycticeinops, que no passado era incluído no Nycticeius, entretanto, foi elevado a gênero distinto por Hill e Harrison (1987) e Hoofer e Van Den Bussche (2001).